# Anna Lee
Anna Lee, miembro de la Orden del Imperio Británico (2 de enero de 1913 – 14 de mayo de 2004), fue una actriz inglesa, cuyo verdadero nombre era Joan Boniface Winnifrith. 

## Biografía
Anna Lee nació en Igtham, condado de Kent, Inglaterra, Su padre era un pastor protestante que la incitó a dedicarse a la actuación. Estuvo casada en 3 ocasiones. La primera con Robert Stevenson (1937-1944), la segunda con George Stafford (1944-1964) y, finalmente, con el novelista Robert Nathan, con quien permaneció casada hasta la muerte de él en 1985. Una de sus hijas fue la actriz Venetia Stevenson, que se casó con Don Everly, de los Everly Brothers. Un hijo de Lee, Jeffrey Byron, es también actor. Lee fue ahijada de Sir Arthur Conan Doyle y amiga de su hija, Jean Conan Doyle. Su hermano Sir John Winnifrith llegó a secretario permanente en el Ministerio de Agricultura. 

## Carrera profesional
Lee estudió en el Royal Albert Hall. Debutó en el cine en 1932 con un pequeño papel en His Lordship. Cuando ella y su primer marido, el director Robert Stevenson, se trasladaron a Hollywood, California, se asoció a John Ford, apareciendo en varias de sus películas, destacando How Green Was My Valley (¡Qué verde era mi valle!), Two Rode Together (Dos cabalgan juntos) y Fort Apache. También fue miembro de la compañía de actores de Val Lewton, interviniendo en el film Bedlam. Lee tuvo frecuentes apariciones en televisión a lo largo de los años cuarenta y cincuenta, incluyendo Robert Montgomery Presents, The Ford Theatre Hour, Kraft Television Theatre, Armstrong Circle Theatre y Wagon Train. Tuvo un pequeño pero memorable papel como la hermana Margaretta en The Sound of Music (Sonrisas y lágrimas-La novicia rebelde). En 1994, hizo el papel principal de la película What Can I Do?, dirigida por Wheeler Winston Dixon. En sus últimos años, fue conocida por una nueva generación de espectadores al encarnar a la matriarca "Lila Quartermaine" en General Hospital y Port Charles hasta su despido en 2003, por el cual protestaron ampliamente los actores de General Hospital y de otras series de situación. Uno de sus hijos declaraba que el despido minó el deseo de vivir de Lee. Falleció no mucho después, a causa de una neumonía. Fue enterrada en el cementerio Westwood Village Memorial Park, en Los Ángeles, California.

## Premios y honores
El 21 de mayo de 2004 fue homenajeada póstumamente con el Lifetime Achievement Award, que fue aceptado por su hijo.
El 16 de julio de 2004 General Hospital tributó un homenaje a Lee, con un oficio religioso por la memoria de Lila Quartermaine, su personaje en la serie.